# Chikkahalivana, Honnali
Chikkahalivana là một làng thuộc tehsil Honnali, huyện Davanagere, bang Karnataka, Ấn Độ.